# Communauté de communes du Val d'Essonne
Ne doit pas être confondu avec Université d'Évry-Val d'Essonne.
La communauté de communes du Val d’Essonne (CCVE) est une structure intercommunale française située dans le département de l’Essonne et la région Île-de-France.

## Historique

Ancien logo de la CCVE.

La communauté de communes du Val d’Essonne a été créée par arrêté  préfectoral du 11 décembre 2002 qui a pris effet le 31 décembre 2002,,.
Le 15 décembre 2003, elle s’est agrandie avec les communes de Baulne et La Ferté-Alais.
En 2005 et 2006, l'intercommunalité a ajouté à ses compétences l'élimination  et  la valorisation des déchets des ménages et déchets assimilés, les équipements  et manifestations sportifs, défini l'intérêt communautaire en matière de développement économique, d'aménagement de l’espace et de voirie, acquis la compétence en matière d'événements culturels, à l'insertion professionnelle des jeunes.
Le 3 février 2010, les communes de D'Huison-Longueville, Guigneville-sur-Essonne, Orveau et Vayres-sur-Essonne l'ont rejoint.

## Territoire communautaire

### Géographie
| Type d'occupation           | Pourcentage | Superficie (en hectares) |
| --------------------------- | ----------- | ------------------------ |
| Espace urbain construit     | 12,0 %      | 2 320,93                 |
| Espace urbain non construit | 4,7 %       | 907,85                   |
| Espace rural                | 83,4 %      | 16 164,67                |
| Source : Iaurif-MOS 2008    |             |                          |

La communauté de communes du Val d’Essonne est située au centre-est du département de l’Essonne. Son altitude varie entre quarante-deux mètres à Mennecy et cent cinquante-six mètres à Champcueil.
Le territoire de la CCVE est desservi par trois gares du  RER D, et notamment de celle de Mennecy.

### Composition
La communauté de communes est composée des 21 communes suivantes :

| Nom                             | Code Insee | Gentilé                  | Superficie (km2) | Population (dernière pop. légale) | Densité (hab./km2) |
| ------------------------------- | ---------- | ------------------------ | ---------------- | --------------------------------- | ------------------ |
| Ballancourt-sur-Essonne (siège) | 91045      | Ballancourtois           | 11,3             | 7 795 (2022)                      | 690                |
| Auvernaux                       | 91037      | Auvernois                | 6,5              | 330 (2022)                        | 51                 |
| Baulne                          | 91047      | Baulnois                 | 8,17             | 1 468 (2022)                      | 180                |
| Cerny                           | 91129      | Cernois                  | 17,13            | 3 425 (2022)                      | 200                |
| Champcueil                      | 91135      | Champcueillois           | 16,35            | 2 873 (2022)                      | 176                |
| Chevannes                       | 91159      | Chevannais               | 10,23            | 1 550 (2022)                      | 152                |
| D'Huison-Longueville            | 91198      | Huisonnais-Longuevillois | 10,04            | 1 532 (2022)                      | 153                |
| Écharcon                        | 91204      | Écharconnais             | 6,81             | 720 (2022)                        | 106                |
| La Ferté-Alais                  | 91232      | Fertois                  | 4,55             | 3 663 (2022)                      | 805                |
| Fontenay-le-Vicomte             | 91244      | Fontenois                | 6,83             | 1 563 (2022)                      | 229                |
| Guigneville-sur-Essonne         | 91293      | Guignevillois            | 9,19             | 876 (2022)                        | 95                 |
| Itteville                       | 91315      | Ittevillois              | 12,2             | 6 674 (2022)                      | 547                |
| Leudeville                      | 91332      | Leudevillois             | 7,84             | 1 560 (2022)                      | 199                |
| Mennecy                         | 91386      | Menneçois                | 11,09            | 16 071 (2022)                     | 1 449              |
| Nainville-les-Roches            | 91441      | Nainvillois              | 5,93             | 521 (2022)                        | 88                 |
| Ormoy                           | 91468      | Ulméens                  | 1,88             | 2 896 (2022)                      | 1 540              |
| Orveau                          | 91473      | Orvallois                | 4,3              | 145 (2022)                        | 34                 |
| Saint-Vrain                     | 91579      | Saint-Vrainois           | 11,57            | 3 046 (2022)                      | 263                |
| Vayres-sur-Essonne              | 91639      | Vayrois                  | 8,46             | 974 (2022)                        | 115                |
| Vert-le-Grand                   | 91648      | Grandvertois             | 15,93            | 2 348 (2022)                      | 147                |
| Vert-le-Petit                   | 91649      | Vertois                  | 6,83             | 2 716 (2022)                      | 398                |

### Démographie
| 1968   | 1975   | 1982   | 1990   | 1999   | 2010   | 2015   | 2021   |
| ------ | ------ | ------ | ------ | ------ | ------ | ------ | ------ |
| 21 958 | 31 857 | 38 390 | 45 314 | 51 041 | 57 769 | 59 405 | 61 747 |

Pyramide des âges en 2021
| Hommes | Classe d’âge | Femmes |
| ------ | ------------ | ------ |
| 0,6    | 90 ans ou +  | 1,6    |
| 5,7    | 75 à 89 ans  | 7,5    |
| 14,4   | 60 à 74 ans  | 15,0   |
| 22,3   | 45 à 59 ans  | 22,0   |
| 18,6   | 30 à 44 ans  | 19,4   |
| 18,6   | 15 à 29 ans  | 16,4   |
| 19,8   | 0 à 14 ans   | 18,2   |

| Hommes | Classe d’âge | Femmes |
| ------ | ------------ | ------ |
| 0,5    | 90 ans ou +  | 1,4    |
| 5,4    | 75 à 89 ans  | 7,2    |
| 12,9   | 60 à 74 ans  | 13,9   |
| 20,0   | 45 à 59 ans  | 19,4   |
| 19,9   | 30 à 44 ans  | 20,1   |
| 20,0   | 15 à 29 ans  | 18,2   |
| 21,3   | 0 à 14 ans   | 19,8   |

## Organisation

### Statut
L'intercommunalité est une communauté de communes.

### Siège
Le siège de l'intercommunalité est depuis 2014 à Ballancourt-sur-Essonne (91160), Maison des services publics, Parvis des Communautés,,.

### Élus
La Communauté de communes est administrée par son conseil communautaire, composé pour la mandature 2014-2020 de 54 conseillers communautaires, qui sont des conseillers municipaux  représentant chaque commune membre, réparti essentiellement en fonction de la population des communes concernées, soit : 
- un délégué pour les petites communes ;
- deux délégués pour Chevannes, D'Huison-Longueville, Leudeville, Ormoy, Vert-le-Grand ;
- trois délégués pour Cerny, Champcueil, La Ferté-Alais, Saint-Vrain, Vert-le-Petit ;
- cinq délégués pour Itteville ;
- six délégués pour Ballancourt-sur-Essonne
- dix délégués pour Mennecy[18],[19]

Au terme des  élections municipales de 2020 dans l'Essonne, le conseil communautaire a réélu le 15 juillet 2020 son président, Patrick Imbert, maire-adjoint de Ballancourt-sur-Essonne et élu ses  12 vice-présidents, qui sont :
1. Marie-Claire Chambaret, maire de Cerny, vice-présidente du conseil départemental, chargée de l'action sociale ;
2. Jean-Philippe Dugoin-Clément, maire de Mennecy, vice-président du conseil régional, chargé du développement économique et des commerces ;
3. Jean-Claude Quintard, élu de Vert-le-Grand, chargé du personnel, des finances et de l’administration générale ;
4. Jacques Gombault, maire d'd’Ormoy, chargé de l’aménagement du territoire, des réseaux et des gens du voyage ;
5. Gilles Le Page, maire de Guigneville-sur-Essonne, chargé du développement durable, de la GEMAPI et des déchets ménagers et assimilés
6. Jacques Bernard, maire de Baulne, chargé des transports et de la mobilité[22].
7. Laurence Budelot, maire  de Vert-le-Petit, chargée de l'insertion et de l'emploi ;
8. Jacques Mione, maire de de Ballancourt-sur-Essonne, chargé des actions et des équipements sportifs d’intérêt communautaire ;
9. Valérie Mick-Rives, maire de de Fontenay-le-Vicomte, chargée des actions et des équipements culturels d’intérêt communautaire ;
10. Mariannick Morvan, maire  de La Ferté-Alais, chargée du tourisme et de la valorisation du patrimoine ;
11. Sami Ben Ouada, maire de Chevannes, chargé des usages numériques et des actions en faveur de la prévention et de la sécurité ;
12. Corinne Cordier, maire de Saint-Vrain, chargée de l'action sanitaire, de l’Espace France Services et de la promotion de l’égalité et l’accès aux droits.

Le bureau de la communauté de communes pour la mandature 2020-2026  est composé du président, des vice-présidents, et de neuf autres membres.

### Liste des présidents
| Période          | Période                      | Identité                  | Étiquette           | Qualité |
| ---------------- | ---------------------------- | ------------------------- | ------------------- | --- |
| 21 décembre 2002 | 2004                         | Charles de Bourbon Busset | DVD                 | Ingénieur informaticien Fils du diplomate et académicien français Jacques de Bourbon Busset Maire de Ballancourt-sur-Essonne (1998 → 2014) |
| 2004             | En cours (au 2 février 2018) | Patrick Imbert            | UMP puis PR puis LR | Conseiller municipal puis maire-adjoint de Ballancourt-sur-Essonne Conseiller général puis départemental de Mennecy (2001 → ) Vice-président du conseil départemental de l'Essonne (2015 → ) PDG de la SEM départementale Essonne Aménagement (2015 → ) Président de l’Agence pour l’économie en Essonne Réélu pour le mandat 2020-2026, |

### Compétences
La communauté de communes du Val d’Essonne exerce les compétences qui lui ont été transférées par les communes membres dans les conditions définies par le code général des collectivités territoriales.
En 2016, ces compétences sont. : 
- le développement économique (zones d'activité reconnues d'intérêt communautaire, hôtels ou de pépinières d’entreprises, actions de développement économique, tourisme, aménagement et développement du réseau numérique) ;
- aménagement de l'espace communautaire (nouvelles ZAC à dominante économique, transport en commun, transport scolaire et vers les équipements scolaires, plan de déplacement urbain, transport à la demande...) ;
- voirie reconnue d'intérêt communautaire, plan de randonnées, plan de pistes cyclables ;
- collecte et traitement des ordures ménagères ;
- équipements sportifs et manifestations sportives reconnus d'intérêt communautaire ;
- évènements culturels ponctuels, dispositif « Plan de lecture »  en collaboration avec les bibliothèques  intéressées ;
- aires d'accueil des gens du voyage ;
- vidéosurveillance d'entrées de villes ;
- politique en matière d'accès aux soins ;
- conservatoire de musique et de danse du Val d’Essonne ;
- maison de services au public du Val d’Essonne.

### Régime fiscal et budget
La Communauté de communes est un établissement public de coopération intercommunale à fiscalité propre.
Afin de financer l'exercice de ses compétences, l'intercommunalité perçoit la fiscalité professionnelle unique (FPU) – qui a succédé à la taxe professionnelle unique (TPU) – et assure une péréquation de ressources entre les communes résidentielles et celles dotées de zones d'activité.
Elle bénéficie d'une dotation globale de fonctionnement (DGF) bonifiée.

## Projets et réalisations

### Réalisations
Transport à la demande
La communauté de communes organise depuis 2009 un service de transport à la demande, MOBI’VAL d'Essonne, accessible avec la carte Navigo ou avec un ticket « Bus-Tram » d'Île-de-France Mobilités ou  un ticket Mobi'Val,, qui permet d'accéder, du lundi au vendredi de 9h à 16h30 et le samedi de 9h à 18h, depuis chaque commune jusqu'aux principaux pôles d'emploi ou d'activité de la communauté .

### Projets
La CCVE a signé en janvier 2018 avec le président du conseil départemental de l'Essonne François Durovray un contrat de territoire par lequel le département co-finance pour 1,6 million d'euros la réalisation deux projets structurants concourant au tourisme, à l’aménagement, à l’équipement du Val d’Essonne et donc au dynamisme du territoire : la réalisation d’une aire d’accueil des gens du voyage a Itteville (qui s'ajoutera à celles de Mennecy et de Ballancourt-sur-Essonne) et l'aménagement du carrefour entre la RD 831 et la RD 191 entre Cerny, Baulne et La Ferté-Alais, qui franchit l'Essonne et donne accès à l'aérodrome de La Ferté-Alais ,.

## Pour approfondir